# Saber Chebana
Saber Chebana est un footballeur algérien né le 17 mars 1983 à Aïn M'lila dans la wilaya d'Oum El Bouaghi. Il jouait au poste de défenseur central au AB Merouana.

## Biographie
Il évolue en Division 1 avec le CA Batna, le MO Béjaïa, et le RC Arbaâ.
Il joue notamment 19 matchs en première division algérienne lors de la saison 2009-2010, marquant un but, et 21 matchs dans ce même championnat en 2013-2014, inscrivant également un but.
Il atteint la finale de la Coupe d'Algérie en 2010 avec le CA Batna. Il est titulaire lors de la finale perdue face à l'ES Sétif.

## Palmarès
- Finaliste de la Coupe d'Algérie en 2010 avec le CA Batna.
- Accession en Ligue 1 en 2009, 2011 et 2016 avec le CA Batna.
- Accession en Ligue 1 en 2013 avec le MO Béjaïa.